# Taxithelium wattsii
Taxithelium wattsii là một loài rêu trong họ Sematophyllaceae. Loài này được Broth. mô tả khoa học đầu tiên năm 1918.